# IC 2524

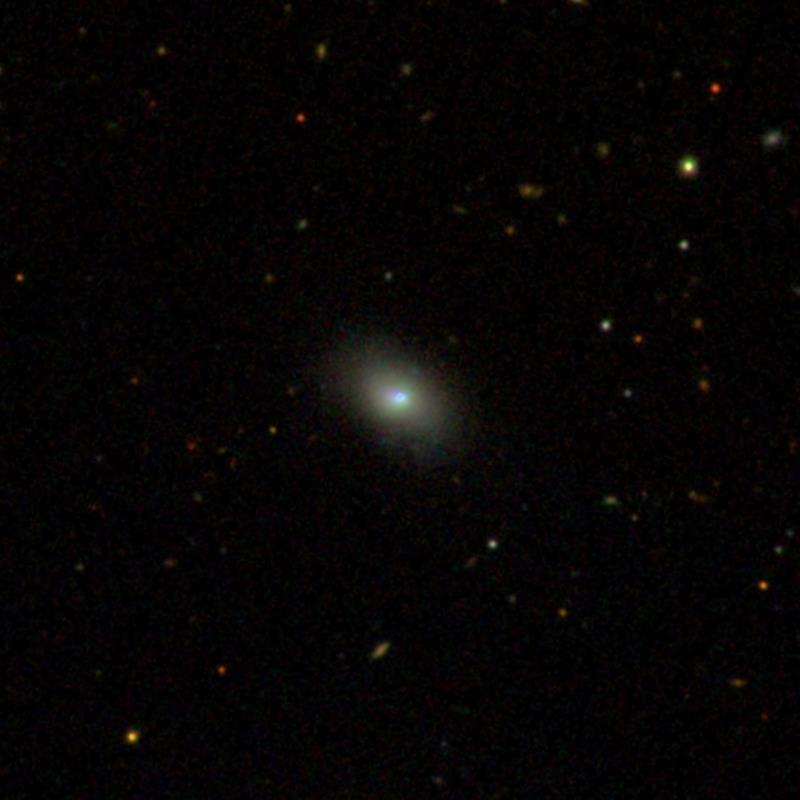
IC 2524

IC 2524 — галактика типу S0-a (спіральна галактика) у сузір'ї Малий Лев.
Цей об'єкт міститься в оригінальній редакції індексного каталогу.